# 룽커우시

룽커우시(한국어: 용구시, 중국어: 龙口市, 병음: Lóngkǒu Shì)는 중화인민공화국 산둥성 옌타이시의 현급시이다. 넓이는 894km2이고, 인구는 2007년 기준으로 630,000명이다.

## 역사
룽커우는 예전에 황현(黄县)으로 알려져있었다. 1986년에 룽커우시로 개칭되었다.

## 지리
룽커우는 산둥반도의 북쪽, 보하이만의 남쪽 연안에 위치해있다. 룽커우는 해안 항구도시로 동쪽으로 옌타이와 인접해있고 남쪽으로 칭다오, 서쪽으로 웨이팡과 연결된다. 바다 건너편으로는 한반도를 비롯해 톈진, 다롄, 친황다오, 베이다이허 등의 유명한 도시들이 위치해있다.
룽커우의 남쪽은 산지이고 북쪽은 평지이다. 남동쪽과 북서쪽의 연안지역은 낮은 언덕 지대이다. 산과 강들이 룽커우를 둘러싸고 있다. 연평균 기온은 11.7 °C이고 겨울에도 얼음이 얼지 않고 여름에도 혹서가 없다.

## 경제
룽커우는 환발해만 경제 지역의 활발한 지역 중 하나이다.
룽커우는 당면 생산지로 잘 알려져 있다.

## 기후
| Longkou의 기후           | Longkou의 기후 | Longkou의 기후 | Longkou의 기후 | Longkou의 기후 | Longkou의 기후 | Longkou의 기후 | Longkou의 기후 | Longkou의 기후 | Longkou의 기후 | Longkou의 기후 | Longkou의 기후 | Longkou의 기후 | Longkou의 기후 |
| 월                       | 1월            | 2월            | 3월            | 4월            | 5월            | 6월            | 7월            | 8월            | 9월            | 10월           | 11월           | 12월           | 연간           |
| ------------------------ | -------------- | -------------- | -------------- | -------------- | -------------- | -------------- | -------------- | -------------- | -------------- | -------------- | -------------- | -------------- | -------------- |
| 일평균 최고 기온 °C (°F) | 1 (33)         | 2 (35)         | 8 (46)         | 16 (60)        | 22 (71)        | 27 (80)        | 29 (84)        | 28 (82)        | 24 (75)        | 19 (66)        | 11 (51)        | 4 (39)         | 16 (60)        |
| 일평균 최저 기온 °C (°F) | −7 (19)        | −6 (21)        | −1 (30)        | 5 (41)         | 11 (51)        | 17 (62)        | 21 (69)        | 20 (68)        | 14 (57)        | 9 (48)         | 2 (35)         | −3 (26)        | 7 (44)         |
| 평균 강수량 mm (인치)    | 7.6 (0.3)      | 10 (0.4)       | 13 (0.5)       | 33 (1.3)       | 38 (1.5)       | 71 (2.8)       | 170 (6.5)      | 130 (5.3)      | 64 (2.5)       | 36 (1.4)       | 23 (0.9)       | 10 (0.4)       | 610 (23.9)     |
| 출처: Weatherbase        |                |                |                |                |                |                |                |                |                |                |                |                |                |

## 행정 구역
3개 가도, 10개 진을 관할한다.
- 가도: 东莱街道, 龙港街道, 新嘉街道.
- 진: 徐福镇, 黄山馆镇, 北马镇, 芦头镇, 东江镇, 下丁家镇, 七甲镇, 石良镇, 兰高镇, 诸由观镇.

## 같이 보기
- 옌타이시
- 당면